# Münzgesetz (Deutsches Reich)
Noch nach der Reichsgründung 1871 behinderten acht unterschiedliche Landeswährungen Handel und Verkehr der Gliedstaaten im Deutschen Reich (Deutsche Währungsgeschichte vor 1871). Es existierten insgesamt acht große Währungssysteme mit Taler, Vereinstaler, Konventionstaler, Kreuzer, Heller, Groschen, Silbergroschen, Neugroschen, Gulden, Konventionsgulden, Schilling, Mark, Pfennig, Neu-Pfennig, Franc, Centime, Bremer Goldtaler, Groten, Schwaren, Preußischer oder Graumannscher Reichstaler, Kuranttaler, Friedrich d’or, die auf unterschiedlichen Gold- und Silbergehalten in ihren Münzen fußten und den Handel erschwerten.

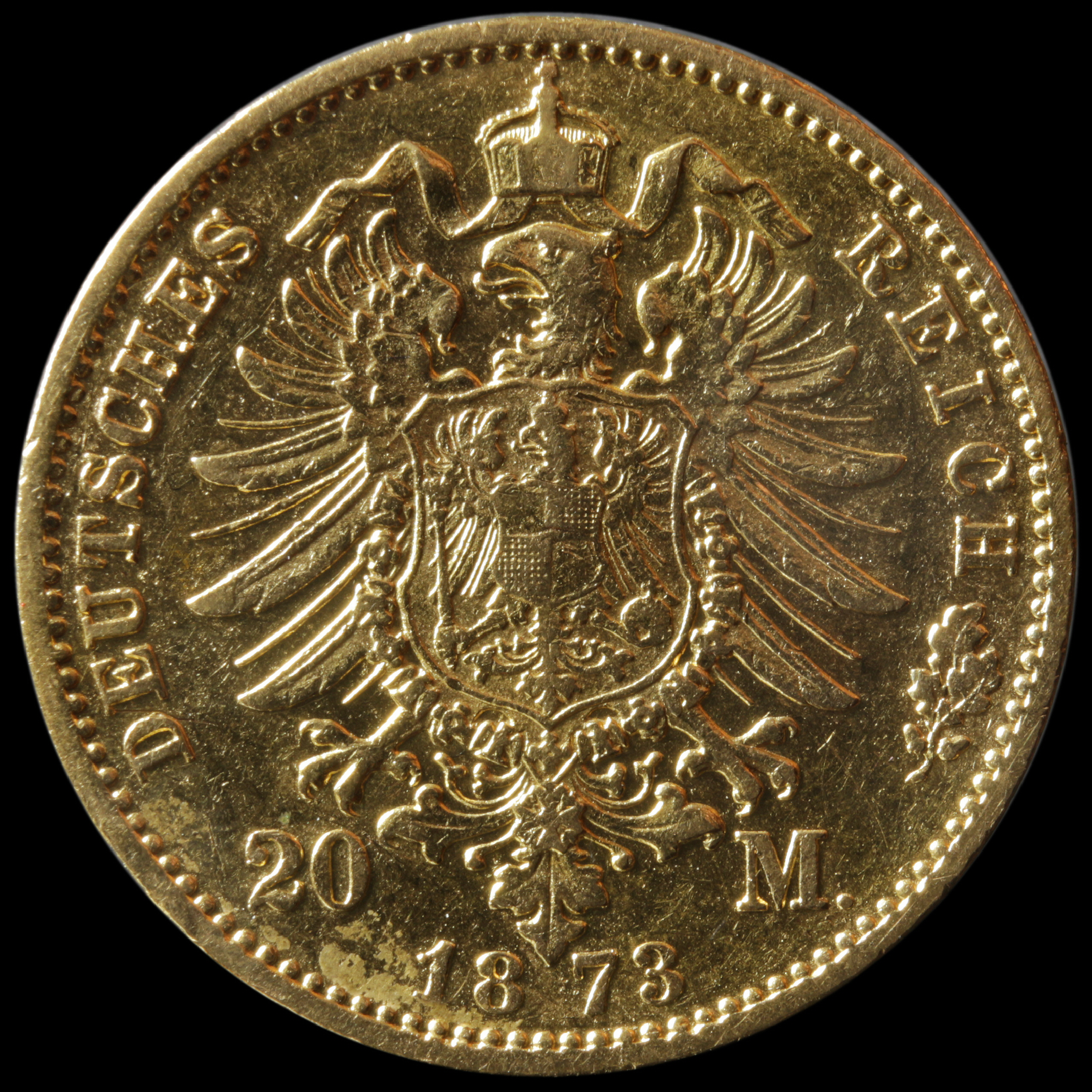
20-Mark-Reichsgoldmünze …

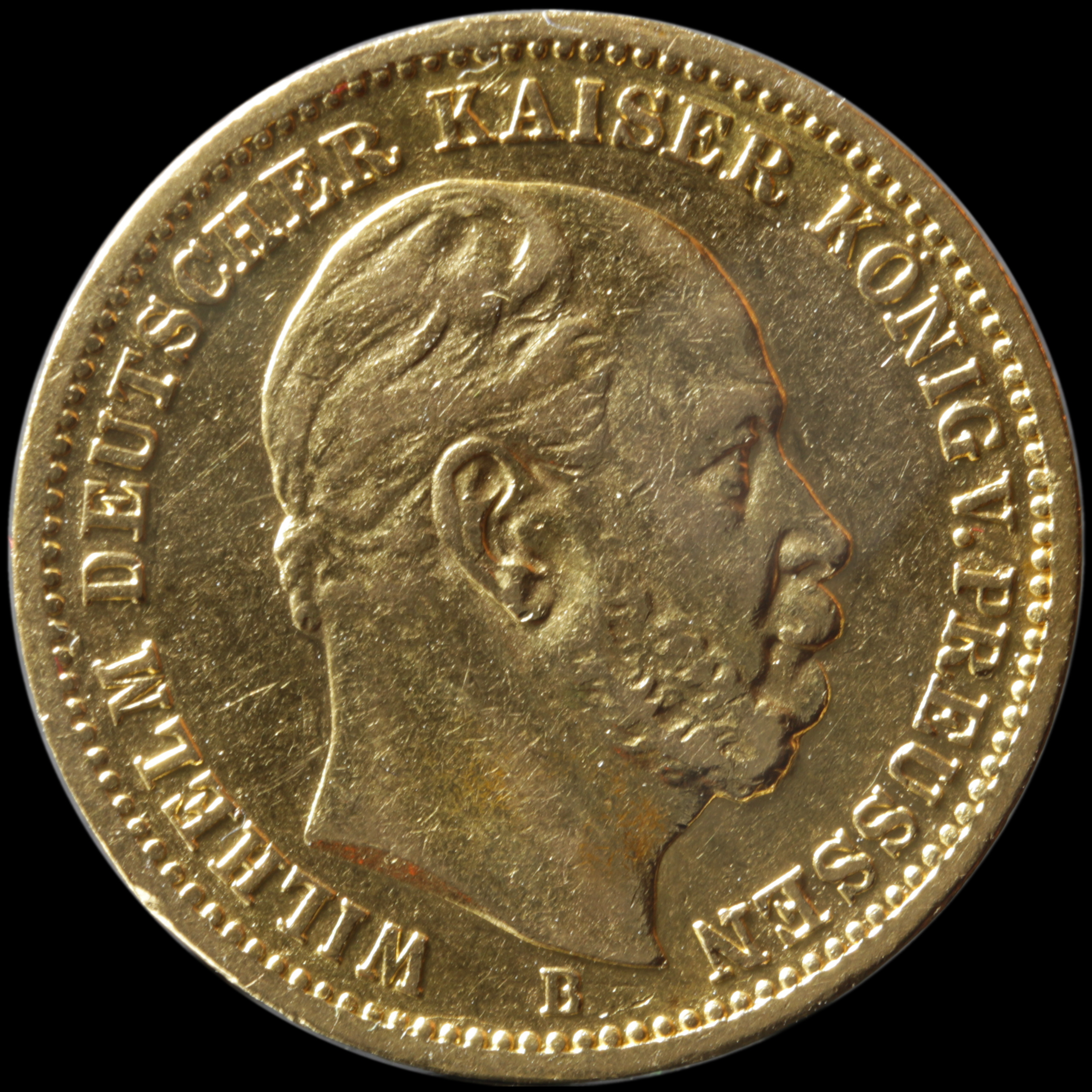
… von Kaiser Wilhelm I.

Daher verkündete Kaiser Wilhelm I. das erste Reichsmünzgesetz im Deutschen Reich, dem eine Reihe von Reformen, wie zum Beispiel die preußische Kleinmünzenreform von 1821, der Münchner Münzvertrag von 1837, der Dresdner Münzvertrag von 1838, die 
sächsische Kleinmünzenreform von 1840 mit der Einführung der dezimalen Teilung des Neugroschens und der Wiener Münzvertrag von 1857 vorausgegangen waren.
Durch das Gesetz vom 4. Dezember 1871 wurde mit der Reichsgoldmünze der Goldgehalt der neuen gemeinsamen Währung „Mark“ festgelegt und dieser durch das Münzgesetz vom 9. Juli 1873 auf alle Nominale (nun auch für die Silber- und die Kleinmünzen) angewendet. Die Mark wurde zum 1. Januar 1876 im gesamten Reichsgebiet eingeführt.
Eine Änderung des Münzgesetzes datierte auf den 1. Juni 1909, mit Beginn des Ersten Weltkriegs wurde die Golddeckung jedoch ausgesetzt und bei Kriegsende 1918 endgültig abgeschafft. Die anfangs goldgedeckte Mark verkam durch die Hyperinflation zu Beginn der Weimarer Republik bis zum 15. November 1923 zur wertlosen Papiermark.
Bei der Währungsreform 1923 wurde die neue Währung Rentenmark auf Sachwerte, die nach § 6 in Goldmark (entsprechend 1/2790 kg Gold) bemessen worden waren, gestützt. Am 30. August 1924 beschloss die Reichsregierung die Liquidation der Rentenbank zugunsten einer neuen Reichsbank, die neue Währung Reichsmark sollte wieder eine Golddeckung aufweisen (Münzgesetz 1924). De facto wurden nie auf Reichsmark lautende Goldmünzen geprägt und die Rentenmark-Banknoten wurden im Dritten Reich nie dem allgemeinen Zahlungsverkehr entzogen.
Vielmehr wurden 1938 alle Reichsgoldmünzen für ungültig erklärt und eingezogen.
Formell wurde das Münzgesetz von 1924 erst ungültig, als mit dem Währungsgesetz vom 20. Juni 1948 (WiGBl. Beilage Nr. 5 S. 1) in den drei westlichen Besatzungszonen die Währungsreform zur Deutschen Mark vollzogen wurde.